# Raighar
Raighar es una ciudad censal situada en el distrito de Nabarangapur en el estado de Odisha (India). Su población es de 5936 habitantes (2011). Se encuentra a 99 km de Nabarangapur. 

## Demografía
Según el censo de 2011 la población de Raighar era de 5936 habitantes, de los cuales 3108 eran hombres y 2828 eran mujeres. Raighar tiene una tasa media de alfabetización del 77,89%, superior a la media estatal del 72,87%: la alfabetización masculina es del 85,34%, y la alfabetización femenina del 69,81%.